# HG-3 (ロケットエンジン)
HG-3は、アポロ計画の後にサターンロケットの上段用として設計された極低温液体燃料ロケットエンジンである。
アメリカのロケットダイン社によって設計されたHG-3は極低温の液体水素と液体酸素を推進剤として燃焼し、飛行中にそれぞれのエンジンの推力は1,400.7 kN (315,000 lbf)を生み出す。エンジンの比推力(Isp)は真空中で451秒または海面高度で280秒である 。サターン MLV、サターン IB-Bとサターン V/4-260ロケットで使用する予定の改良型のS-II-2とS-IVB-2で使用するために、S-IIとS-IVBで使用されたロケットダイン社のJ-2ロケットエンジンを元に設計された。また、サターン INT-17のために海面高度に最適化されたHG-3-SLが設計された。
アポロ計画後に進行していたサターンロケットの改良版開発が中止されたことで、HG-3の開発も中止されたが、後にスペースシャトル主エンジン(RS-25)の設計の原型として使用された。